# 임창제
임창제(1948년 12월 26일 ~ )는 대한민국의 가수이다.

## 생애
이수영과 함께 2인조 통기타 그룹 어니언스를 결성해 활동했다. 1972년 TBC 신인가요제에서 대상을 수상했다. 1973년에 발표한 1집 앨범에서 '사랑의 진실', '작은새'를 히트시키며 스타덤에 올랐다. 1974년 KBS 방송가요대상을 수상했다. 당시 가요정화운동과 각종 불미스러운 사건으로 군 입대를 하면서 자연스럽게 해체 수순을 밟았다. 군 전역 후 한때 성대결절 탓에 노래를 할 수 없는 처지에 빠졌지만 2년만에 완치하고 다시 노래를 불렀다. 1984년 MBC 어린이 프로그램 뽀뽀뽀로 방송에 복귀한 뒤 꾸준히 콘서트 등에서 활동을 했고, KBS 제2라디오에서 임창제, 홍영숙의 희망가요를 진행했다. 2023년 12월 5일, KBS 1TV 아침마당 9536회 화요초대석에 게스트로 출연하였다.

## 가족
- 딸 임나경(뮤지컬 배우)[3]
- 아들

1. ↑  ‘아침마당’ 임창제 “나이 51년생으로 되어 있지만 실제 나이는..”
2. ↑  '아침마당' 임창제 "실제 나이 71세, 학교 다니려 母가 나이 속여"
3. ↑  ‘아침마당’ 가수 임창제 “뮤지컬 배우 딸 임나경, 가수 활동 바랐다”···대마초 파동 경험도 고백